# Acer acuminatum
Acer acuminatum là một loài thực vật có hoa trong họ Bồ hòn. Loài này được Wall. ex D.Don mô tả khoa học đầu tiên năm 1825.